# الانتخابات البرلمانية اللبنانية 1992
أجريت الانتخابات العامة في لبنان بين 23 أغسطس و 11 أكتوبر 1992،  لانتخاب أعضاء مجلس النواب الرابع عشر الممتدة دورته من 16 أكتوبر/تشرين الأول 1992 إلى 15 أكتوبر/تشرين الأول 1996، فاز المرشحون المستقلون بأغلبية المقاعد، رغم أن معظمهم كانوا أعضاء في كتل مختلفة. وكانت نسبة المشاركة في التصويت 30.3 ٪.
وهي الأولى بعد الحرب الأهلية اللبنانية حيث جرت الانتخابات السابقة في 1972، وشهدت الانتخابات مقاطعة واسعة لا سيما بين المسيحيين الذين اعتبروا أن المسار السياسي الذي كانت تهيمن عليه سوريا في ذلك الوقت يهمشهم.
اختار اللبنانيون 128 نائباً ممثلاً عنهم في مجلس النواب، مناصفة بين المسلمين والمسيحيين تنفيذاُ لاتفاق الطائف لعام 1989 الذي أنهى الحرب الأهلية، وشهدت تلك الانتخابات صعود نجم حزب الله وحركة أمل اللذين أقتصر عليهما تقريبا تمثيل الطائفة الشيعية في لبنان. وكان موعد الانتخابات في 1994 قبل أن يتم تقديم موعدها إلى ربيع العام 1992.

## النتائج
| الحزب                                      | الأصوات | %   | المقاعد | +/–  |
| ------------------------------------------ | ------- | --- | ------- | ---- |
| مستقلين                                    |         |     | 92      | +29  |
| حزب الله                                   |         |     | 8       | جديد |
| الحزب السوري القومي الاجتماعي              |         |     | 6       | +6   |
| الحزب التقدمي الاشتراكي                    |         |     | 5       | 0    |
| حركة أمل                                   |         |     | 5       | جديد |
| الجماعة الإسلامية                          |         |     | 3       | جديد |
| الحزب العربي الديمقراطي                    |         |     | 1       | جديد |
| الأحباش (جمعية المشاريع الخيرية الإسلامية) |         |     | 1       | جديد |
| رابطة الشغيلة                              |         |     | 1       | جديد |
| التنظيم الشعبي الناصري في لبنان            |         |     | 1       | جديد |
| حزب الوعد                                  |         |     | 1       | جديد |
| حزب البعث العربي الاشتراكي                 |         |     | 2       | +1   |
| الاتحاد الثوري الأرمني في لبنان            |         |     | 1       | 0    |
| حزب الهنشاك                                |         |     | 1       | +1   |
| حزب الرامغافار                             |         |     | 0       | 0    |
| أصوات باطلة/فارغة                          |         | –   | –       | –    |
| الإجمالي                                   | 723,291 | 100 | 128     | +29  |
| مرجع: Nohlen et al.                        |         |     |         |      |

من بين 92 نائبا مستقلا، اعتبر 68 عضوا أعضاء في الكتل المختلفة:
- 12 في كتلة بري (بالإضافة إلى نواب حركة أمل الخمسة)
- 11 في كتلة الهراوي
- 10 في كتلة سليم الحص
- 9 في كتلة كرامي
- 6 في كتلة فرنجية
- 5 في كتلة جنبلاط (بالإضافة إلى نواب الحزب الاشتراكي التقدمي الخمسة)
- 4 في كتلة حزب الله (بالإضافة إلى ثمانية من نواب حزب الله)
- 4 في كتلة المر
- 3 في كتلة الحريري
- 3 في كتلة الاتحاد الثوري الأرمني (بالإضافة إلى النائب واحد من الحزب)
- 1 في كتلة الحبيكة (بالإضافة إلى عضو البرلمان الوعد)

## وصلات خارجية
- مجلس النواب اللبناني